# Expresul groazei
Expresul groazei (în engleză Horror Express, în spaniolă Pánico en el Transiberiano) este un film științifico-fantastic de groază regizat de Eugenio Martín după un scenariu de Arnaud d'Usseau și Julian Zimet (ca Julian Halevy). Filmările au avut loc la Madrid, la studiourile Granada Films, Benmar Productions și Scotia International și a avut premiera la  30 septembrie 1972 (la Festivalul de Film Sitge) și la 30 noiembrie 1973 (la New York). Filmul este distribuit de Regia Films Arturo González în Spania și de Gala Film Distributors în Regatul Unit. Coloana sonoră este compusă de John Cacavas. Cheltuielile de producție s-au ridicat la 300.000 de dolari americani și a avut încasări de 755.542 $ (în Spania).

## Rezumat
În 1906, profesorul Sir Alexander Saxton, un renumit antropolog britanic, se întoarce în Europa cu Expresul Trans-Siberian de la Shanghai la Moscova. Acesta are o ladă care conține rămășițele înghețate ale unei creaturi umanoide primitive pe care a descoperit-o într-o peșteră din Manciuria. El speră că este o verigă lipsă în evoluția umană. Doctorul Wells, rivalul prietenos al lui Saxton și colegul său de la Societatea Geologică din Londra, este, de asemenea, la bord, dar călătorește separat. Înainte ca trenul să plece din Shanghai, un hoț este găsit mort pe peron. Ochii lui sunt complet albi, fără iris sau pupile, iar un trecător îl confundă inițial cu un orb. Contele polonez Marion Petrovski și soția sa, contesa Irina, așteaptă, de asemenea, să urce în tren împreună cu consilierul lor spiritual, un călugăr ortodox pe nume părintele Pujardov, care proclamă conținutul lăzii ca reprezentând răul. Saxton respinge cu furie acest lucru drept superstiție. Dorința lui Saxton de a-și păstra secretul descoperirii științifice stârnește suspiciunea lui Wells, care mituiește un portar pentru a investiga lada. Portarul este ucis de umanoidul decongelat din interior. Apoi scapă din cutie.
Umanoidul face mai multe victime în timp ce se deplasează prin tren. Fiecare victimă are aceiași ochi albi opaci. Autopsiile sugerează că la victime creierul a fost golit (de amintiri și cunoștințe). Una dintre victime este un spion trimis pentru a afla secretele contelui Petrovski, care a inventat un tip nou de rachetă capabilă să ajungă în spațiul cosmic. Când umanoidul este împușcat de inspectorul de poliție Mirov, amenințarea pare să fi fost eliminată. Saxton și Wells descoperă că imaginile externe sunt reținute de un lichid găsit în interiorul globilor oculari ai cadavrelor, care dezvăluie un Pământ preistoric și o vedere a planetei din spațiu. Ei deduc că adevărata amenințare este cumva un extraterestru fără formă care a locuit în corpul umanoidului și care acum se află în interiorul inspectorului. Pujardov, simțind prezența în inspector și crezând că este a lui Satana, renunță la credința sa, exprimându-și loialitatea față de entitate.
Știrile despre aceste crime sunt transmise autorităților ruse. Un ofițer cazac intimidant, xenofob și înnebunit după putere, căpitanul Kazan, urcă în tren cu o mână de oameni. Kazan crede că trenul transportă rebeli; el este convins de existența extraterestrului atunci când Saxton stinge luminile și ochii lui Mirov strălucesc, dezvăluind că este gazda extraterestrului. A absorbit amintirile asistentului lui Wells, ale mecanicului locomotivei și ale altora la bord și acum dorește să aibă cunoștințele metalurgice ale contelui polonez pentru a construi o navă spațială pentru a scăpa de pe Pământ. Kazan îl înjunghie pe Mirov cu șașka și apoi îl împușcă. În timp ce Mirov este pe moarte, extraterestrul se transferă într-un Pujardov bolnav. Când Wells este îngrijorat că Pujardov nu poate fi controlat de extraterestru, Kazan îi respinge îngrijorările, spunând: „Ah, avem o mulțime de călugări nevinovați!”
Pasagerii fug în vagonul de marfă în timp ce Pujardov îl ucide pe Kazan, pe oamenii săi și pe contele, golindu-i de toate amintirile. Saxton o salvează pe contesă și îl amenință pe Pujardov cu arma. Saxton, după ce a descoperit că lumina strălucitoare împiedică străinul să scurgă mințile sau să se transfere în alt corp, îl forțează pe Pujardov să se ducă într-o zonă puternic luminată. Extraterestrul Pujardov explică că este o formă colectivă de energie dintr-o altă galaxie. Prins pe Pământ în trecutul îndepărtat, după ce a fost lăsat în urmă într-un accident, a supraviețuit milioane de ani în corpuri de protozoare, pești și alte animale. Nu poate trăi în afara unei ființe vii mai mult de câteva momente. Extraterestrul imploră să fie cruțat, tentându-l pe Saxton cu cunoștințele sale avansate de tehnologie și de vindecare a bolilor. În timp ce Saxton este distras de ofertă, extraterestrul reînvie cadavrul contelui și îl atacă din acesta.
Saxton și contesa fug, dar extraterestrul își reînvie toate victimele ca pe zombi. Saxton și contesa ajung în vagonul în care s-au refugiat ceilalți supraviețuitori. Saxton și Wells lucrează cu disperare pentru a decupla vagonul de restul trenului. Superiorii lui Kazan trimit o telegramă către o stație din față, îndrumându-i să distrugă trenul trimițându-l pe o linie moartă care se termină într-un defileu. 
Extraterestrul preia controlul trenului. Saxton și Wells reușesc în cele din urmă să separe vagonul. Extraterestrul încearcă să găsească frânele, dar nu reușește să încetinească trenul. Trenul trece de capătul liniei moarte și cade de pe stânca înaltă și este distrus. Vagonul iese de pe linie, dar se oprește la câțiva centimetri distanță de aceeași stâncă. Saxton, Wells, contesa și supraviețuitorii privesc peste râpă în timp ce un infern de foc cuprinde trenul și extraterestrul.

## Distribuție

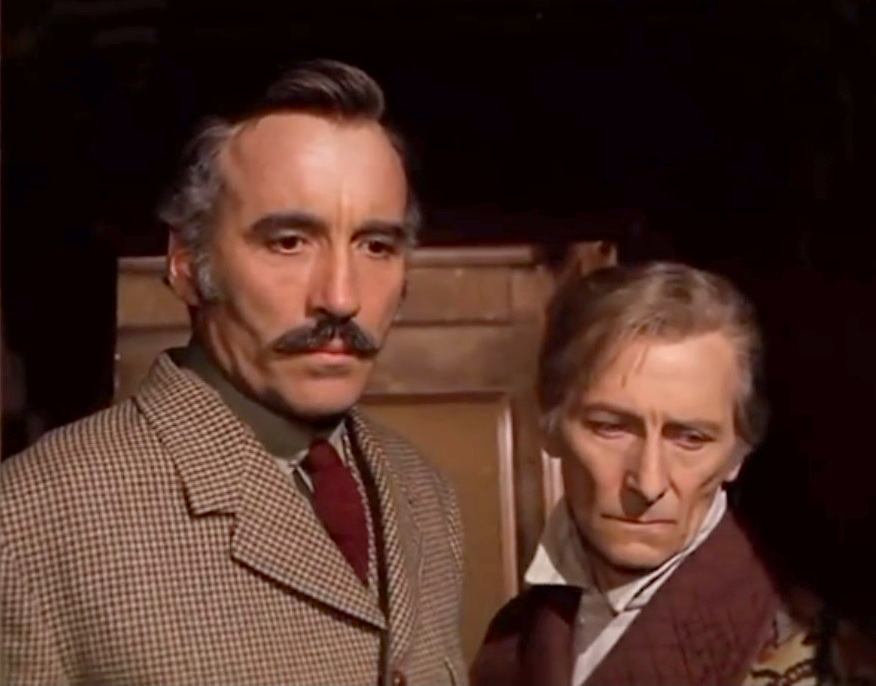
Christopher Lee ca Prof. Sir Alexander Saxton și Peter Cushing ca Dr. Wells

Rolurile principale au fost interpretate de actorii:

- Christopher Lee - Profesor Sir Alexander Saxton
- Peter Cushing - Dr. Wells
- Alberto de Mendoza - Părintele Pujardov (dublat de Robert Rietti)
- Silvia Tortosa - Contesa Irina Petrovski (dublat de Olive Gregg)
- Telly Savalas - Căpitan Kazan
- Julio Peña - Inspector Mirov (dublat de Roger Delgado)
- Ángel del Pozo - Yevtushenko
- Helga Liné - Natașa (dublată de Olive Gregg)
- Alice Reinheart - Miss Jones (dublată de Olive Gregg)
- José Jaspe - Șef de tren Konev
- George Rigaud - Contesa Marion Petrovski
- Víctor Israel - Maletero, omul cu bagaje
- Faith Clift - Miss Bennett
- Juan Olaguivel (ca Juan Olaguibel) - Creatura
- Barta Barri - primul telegrafist
- Peter Beckman - al doilea telegrafist
- Hiroshi Kitatawa - Grashinski, hoțul
- Vicente Roca - șef de stație
- José Canalejas - paznic rus
- José Marco - Vorkin
- Allen Russell - Căpitan O'Hagan

## Producție
Filmul a fost coprodus de scenaristul / producătorul american Bernard Gordon, care a colaborat cu Martin la filmul din 1972 Pancho Villa (în care Savalas a jucat în rolul principal). Martin a făcut Horror Express ca parte a unui contract de trei filme pe care l-a avut cu Philip Yordan, iar Savalas era și el sub contract cu Yordan. Filmul a fost o coproducție între compania spaniolă Granada Films și compania britanică Benmar Productions, care a realizat Psychomania (1971).
Potrivit lui Martin, filmul a fost realizat deoarece un producător a obținut un decor cu tren de la Nicolae și Alexandra (1971). „El a venit cu ideea de a scrie un scenariu doar pentru a putea folosi acest decor”, a spus Martin. „În acel moment, Phil avea obiceiul de a cumpăra o mulțime de povestiri pentru a le adapta ca scenarii, iar povestirea pentru Horror Express se baza inițial pe o povestire scrisă de un scenarist și dramaturg american puțin cunoscut.”
Zvonurile că decorurile de tren au fost achiziționate de la producția filmului Doctor Zhivago (sau Nicolae și Alexandra) au fost infirmate de Gordon, care a spus într-un interviu din 2000 că modelul a fost construit pentru Pancho Villa.  Producătorii de film au folosit macheta de la Pancho Villa ca interior pentru toate vagoanele de tren în timpul producției, deoarece nu mai era loc pe scenă. Toate scenele din fiecare vagon au fost filmate consecutiv, platoul fiind modificat apoi pentru scenele următorului vagon.

### Filmări
Expresul groazei a fost filmat la Madrid între 1971 și 1972 și produs cu un buget redus de 300.000 de dolari, cu luxul de a avea trei actori familiari ai genului în rolurile principale, iar filmările au început în decembrie 1971.
Siguranța distribuției lui Lee și Cushing a fost un adevărat succes pentru Gordon, deoarece a oferit o atmosferă care amintește de producțiile Hammer Films, dintre care în multe au jucat ambii actori. Cu toate acestea, când Cushing a sosit la Madrid pentru a începe lucrul la film, el era încă tulburat de moartea recentă a soției sale și l-a anunțat lui Gordon că nu poate face filmul. În timp ce Gordon era disperat de ideea de a pierde una dintre vedetele sale importante, Lee a intervenit și l-a liniștit pe Cushing pur și simplu vorbind cu vechiul său prieten despre unele dintre lucrările lor anterioare împreună. Cushing s-a răzgândit și a rămas în continuare.
Scena de plecare a trenului a fost filmată în gara Delicias din Madrid (acum Muzeul Căilor Ferate din Madrid, Museo del Ferrocarril de Madrid). Locomotiva care trage trenul în acea scenă este o RENFE 141F, dar mai târziu în film, locomotiva pare a fi o locomotivă RENFE neidentificată a cărei dispunere a roților este neclară.
La fel ca toate filmele italiene și spaniole ale perioadei, Expresul groazei a fost filmat mai mult fără sunet, cu efecte și voci dublate ulterior în film. Lee, Cushing și Savalas și-au oferit propriile voci pentru piața de limba engleză.

## Primire
Expresul groazei a avut, în general, recenzii pozitive. Pe site-ul Rotten Tomatoes, filmul are un rating de aprobare de 75% cu o medie de 6,85 din 10, bazat pe 12 recenzii.
Filmul a fost intitulat pentru prima dată Pánico en el Transiberiano și a fost lansat pentru prima dată ca film selectat oficial la Festivalul de Film de la Sitges din 1972, la 30 septembrie. Regizorul Eugenio Martín a câștigat Premiul criticii pentru cel mai bun scenariu pentru acest film. Potrivit lui Martín, țara sa natală, Spania, a fost locul în care filmul s-a descurcat cel mai rău, atât din punct de vedere critic, cât și din punct de vedere al veniturilor la box-office. Filmul a fost primit mult mai bine pe alte piețe în care publicul era mai familiarizat cu filmele de groază cu buget redus, precum Marea Britanie, Statele Unite și Australia. „Am fost un pic surprins de popularitatea filmului în străinătate, dar acest lucru nu m-a ajutat prea mult în cariera mea ulterioară”, a spus Martin.
Jery Tillotson, critic la Montgomery Advertiser a acordat filmului o recenzie pozitivă, scriind: „Interpretări bune, ritm vioi și o acțiune rapidă duce acest thriller cu o clasă peste media filmelor thriller”.

### Home media
O ediție specială pe Blu-ray/DVD a filmului a fost lansată în 2011 de Severin Films. Arrow Films a lansat o nouă ediție Blu-ray la 12 februarie 2019.